# Miguel Muñoz
Miguel Muñoz Mozún (Madrid, España, 19 de enero de 1922 - ib., 16 de julio de 1990) fue un futbolista y entrenador español, conocido por entrenar, entre otros equipos, el Real Madrid y la selección española. Fue el primer capitán que levantó la Copa de Europa así como el primero en ganarla como jugador y entrenador.
Es el entrenador que ha dirigido más veces al Real Madrid y el tercer entrenador con más partidos en Primera División de España, solo superado por Luis Aragonés y Javier Irureta, y el que ha ganado más títulos de Liga, con 9 en 21 temporadas.

## Biografía
Durante los primeros años de la posguerra juega en diversos equipos de Madrid como la Ferroviaria, Girod, Imperio o el Amparo. En 1942 ficha por el Moralo CP y en 1943 mientras realiza el servicio militar obligatorio, juega en el C.D. Logroñés. El equipo desciende esa temporada a Tercera división y al finalizar la campaña 1943-44 ficha por el Racing de Santander. En 1946 ficha por el Celta de Vigo, club con el que llegaría a jugar una final de la Copa del Generalísimo contra el Sevilla FC; aunque marcó el gol vigués, el Celta pierde la final por 4-1.
En 1948 es traspasado, junto a Pahiño, por el Celta al Real Madrid. En el club blanco permanece hasta finalizar la temporada 1957-58, destacando como centrocampista por su juego ofensivo y marcando el primer gol del Real Madrid en competiciones europeas en un partido contra el Servette. Durante su estancia en el Madrid vivió la llegada de Alfredo Di Stéfano y la formación de un equipo que arrasaría deportivamente tanto en España como en Europa.
Fue internacional en siete ocasiones, debutó con España el 20 de junio de 1948 en partido amistoso disputado en Zúrich contra Suiza (3-3).
En la campaña 1959-60 asumió el cargo de entrenador del Real Madrid y ese mismo año ganó la Copa de Europa (ya la había ganado como jugador en tres ocasiones) y se convirtió en la primera persona en ganarla como jugador y entrenador. Dirigió al Real Madrid durante 13 años y seis meses en un total de 601 partidos de Liga, ganando 9 de ellas. Durante sus años como entrenador, el Real Madrid ganó 9 Ligas, 2 Copas del Generalísimo (Copa del Rey), 2 Copas de Europa y 1 Copa Intercontinental.
Tras abandonar el banquillo del Real Madrid vuelve a dirigir y en la temporada 1975-76 llega Miguel Muñoz al Granada Club de Fútbol con la vitola de haber entrenado al Real Madrid de las cinco copas de Europa; sin embargo el Granada desciende a Segunda División. Posteriormente dirige a la Unión Deportiva Las Palmas, a la que llevó a la final de Copa de 1978, aunque perdió con el Fútbol Club Barcelona (3-1). Entre septiembre de 1979 y diciembre de 1981 dirigió al Sevilla Fútbol Club.
En 1982, tras la decepción del Mundial de España, fue nombrado Seleccionador nacional, dirigiendo a España entre 1982 y 1988.

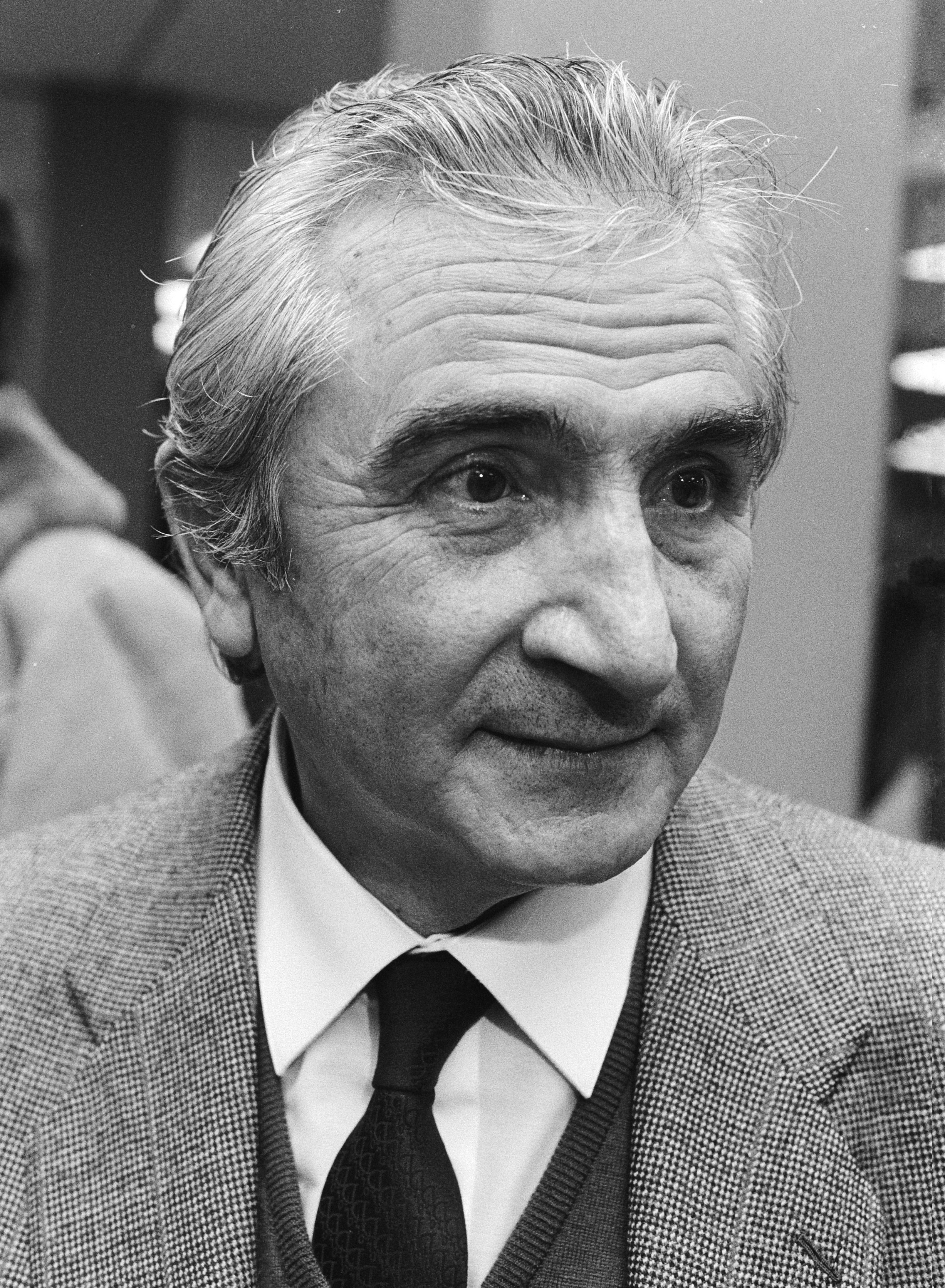
Miguel Muñoz durante su etapa como seleccionador de en 1983.

### Eurocopa 1984 en Francia
En la primera fase final que dirigió, y tras clasificarse para la disputa de la Eurocopa de 1984 goleando en el último partido de la fase de clasificación a la selección de Malta por una diferencia de 11 goles necesarios para superar a la selección neerlandesa (España 12- Malta 1 disputado en Sevilla), la Selección quedó subcampeona de Europa ante Francia, la anfitriona de esa Eurocopa 1984. De esta Eurocopa hay que resaltar la igualadísima y disputada fase de grupos inicial, resuelta favorablemente para España en el último partido disputado ante la gran selección de Alemania Federal en el último minuto de juego con gol de cabeza anotado por el defensa central Antonio Maceda; además resaltar la disputadísima semifinal ante la selección de Dinamarca comandada por un jovencísimo Michael Laudrup y resuelto dicho encuentro en la tanda de penaltis a favor de España gracias a las intervenciones de su portero y capitán Luis Miguel Arconada.

### Copa Mundial de Fútbol en México 1986
En el Mundial de 1986 alcanzó los cuartos de final tras una gran fase inicial, con derrota por 1 a 0 ante la selección favorita del Mundial, Brasil en el estadio Jalisco, en Guadalajara; en este encuentro se produjo la no concesión de un gol anotado por el centrocampista español Míchel, tras ejecutar éste un disparo desde fuera del área que tras tocar el larguero de la portería brasileña botó tras la línea de gol, no viendo el árbitro ni el juez de línea esta acción cuando ambas selecciones estaban empatadas a cero. En la fase final del Mundial, y tras eliminar en octavos de final a la selección danesa por un resultado histórico de 5 a 1, con 4 goles marcados por el delantero español Emilio Butragueño, la selección española cayó eliminada por la selección belga en la tanda de penaltis, tras acabar el encuentro con empate a un gol; en la misma se produjo el fallo del delantero español Eloy Olaya ( y acierto del portero belga Jean Marie Pfaff). España quedó eliminada en cuartos para decepción de la afición española tras el gran juego e imagen dada a lo largo del torneo, y más teniendo a lo largo del mismo dos lesiones de dos jugadores imprescindibles en la misma, como Antonio Maceda y Rafael Gordillo.

### Eurocopa 1988 en Alemania Occidental
Y en la Eurocopa 1988, último gran torneo que dirigió como seleccionador, España quedó encuadrada el la fase de grupos iniciales del mismo junto a las selecciones de Dinamarca, Italia y Alemania. Tras ganar el partido inicial a Dinamarca por 3 a 2, se perdió los siguientes encuentros ante selecciones que demostraron un mayor nivel que la selección española: la Alemania del gran Lothar Matthaus, de un joven Jurgen Klinsmann y apoyados por jugadores de talla mundial como Rudi Voller, Andreas Brehme, Pierre Littbarski, Guido Buchwald y Thomas Hassler; y la Italia de Gianluca Vialli, Giuseppe Giannini, Walter Zenga y Franco Baresi. La selección española comandada por la Quinta del Buitre, compuesta por Butragueño, Míchel, Sanchís, Martín Vázquez,  más la aportación de veteranos en la misma como José Antonio Camacho, Ricardo Gallego, Rafael Gordillo, Víctor Muñoz y Andoni Zubizarreta.

### Muerte
Murió el 16 de julio de 1990 a consecuencia de unas hemorragias masivas por varices esofágicas, según el parte médico.

## Estadísticas

### Como jugador
Datos actualizados a fin de carrera deportiva.
Previa a su incorporación al Real Santander Sociedad Deportiva, militó en categorías regionales madrileñas con el Imperio Club de Fútbol (1940-41 y 1942-43) y la Unión Deportiva Girod (1941-42), y luego en la Tercera División con el desaparecido Club Deportivo Logroñés (1943-44), en los que se desconocen sus participaciones.
| Club | Temporada     | Div.          | Liga  | Liga  | Copas (1) | Copas (1) | Internacional (2) | Internacional (2) | Total | Total |
| Club | Temporada     | Div.          | Part. | Goles | Part.     | Goles     | Part.             | Goles             | Part. | Goles |
| --- | ------------- | ------------- | ----- | ----- | --------- | --------- | ----------------- | ----------------- | ----- | ----- |
| Real Santander S. D. · España                                                                                              | 1944-45       | 2.ª           | 16    | 6     | 2         | —         | —                 | —                 | 18    | 6     |
| Real Santander S. D. · España                                                                                              | 1945-46       | 2.ª           | 26    | 13    | 2         | —         | —                 | —                 | 28    | 13    |
| Real Santander S. D. · España                                                                                              | Total club    | Total club    | 42    | 19    | 4         | 0         | 0                 | 0                 | 46    | 19    |
| R. C. Celta de Vigo · España                                                                                               | 1946-47       | 1.ª           | 17    | 1     | 5         | —         | —                 | —                 | 22    | 1     |
| R. C. Celta de Vigo · España                                                                                               | 1947-48       | 1.ª           | 19    | —     | 7         | 2         | —                 | —                 | 26    | 2     |
| R. C. Celta de Vigo · España                                                                                               | Total club    | Total club    | 36    | 1     | 12        | 2         | 0                 | 0                 | 48    | 3     |
| Real Madrid C. F. · España                                                                                                 | 1948-49       | 1.ª           | 22    | 5     | 3         | —         | —                 | —                 | 25    | 5     |
| Real Madrid C. F. · España                                                                                                 | 1949-50       | 1.ª           | 24    | 4     | 6         | —         | —                 | —                 | 30    | 4     |
| Real Madrid C. F. · España                                                                                                 | 1950-51       | 1.ª           | 28    | 9     | —         | —         | —                 | —                 | 28    | 9     |
| Real Madrid C. F. · España                                                                                                 | 1951-52       | 1.ª           | 30    | 1     | 6         | —         | —                 | —                 | 36    | 1     |
| Real Madrid C. F. · España                                                                                                 | 1952-53       | 1.ª           | 24    | 2     | 6         | —         | —                 | —                 | 30    | 2     |
| Real Madrid C. F. · España                                                                                                 | 1953-54       | 1.ª           | 27    | —     | 6         | —         | —                 | —                 | 33    | 0     |
| Real Madrid C. F. · España                                                                                                 | 1954-55       | 1.ª           | 30    | 2     | 1         | —         | 2                 | —                 | 33    | 2     |
| Real Madrid C. F. · España                                                                                                 | 1955-56       | 1.ª           | 22    | —     | 4         | —         | 7                 | 1                 | 33    | 1     |
| Real Madrid C. F. · España                                                                                                 | 1956-57       | 1.ª           | 12    | —     | 1         | —         | 8                 | —                 | 21    | 0     |
| Real Madrid C. F. · España                                                                                                 | 1957-58       | 1.ª           | 4     | —     | —         | —         | 2                 | —                 | 6     | 0     |
| Real Madrid C. F. · España                                                                                                 | Total club    | Total club    | 223   | 23    | 33        | 0         | 19                | 1                 | 275   | 24    |
| Total carrera | Total carrera | Total carrera | 301   | 43    | 49        | 2         | 19                | 1                 | 369   | 46    |
| (1) Incluye datos de la Copa de España (1944-58). (2) Incluye datos de la Copa de Europa (1955-58); Copa Latina (1954-57). |               |               |       |       |           |           |                   |                   |       |       |

### Selección nacional
Referencia.
| Partidos y goles internacionales | Partidos y goles internacionales | Partidos y goles internacionales | Partidos y goles internacionales | Partidos y goles internacionales | Partidos y goles internacionales | Partidos y goles internacionales |
| #                                | Fecha                            | Estadio                          | Local                            | Resultado                        | Visita                           | Competición                      |
| -------------------------------- | -------------------------------- | -------------------------------- | -------------------------------- | -------------------------------- | -------------------------------- | -------------------------------- |
| 1                                | 20 de junio de 1948              | Hardturm, Zúrich                 | Suiza                            | 3 – 3                            | España                           | Amistoso                         |
| 2                                | 18 de febrero de 1951            | Estadio Chamartín, Madrid        | España                           | 6 – 3                            | Suiza                            | Amistoso                         |
| 3                                | 1 de junio de 1952               | Estadio Chamartín, Madrid        | España                           | 6 – 0                            | Irlanda                          | Amistoso                         |
| 4                                | 8 de junio de 1952               | Mithatpaşa Stadyumu, Estambul    | Turquía                          | 0 – 0                            | España                           | Amistoso                         |
| 5                                | 12 de julio de 1953              | Estadio Nacional, Santiago       | Chile                            | 1 – 2                            | España                           | Amistoso                         |
| 6                                | 8 de noviembre de 1953           | San Mamés, Bilbao                | España                           | 2 – 2                            | Suecia                           | Amistoso                         |
| 7                                | 17 de marzo de 1955              | Santiago Bernabéu, Madrid        | España                           | 1 – 2                            | Francia                          | Amistoso                         |

### Como entrenador
| Club        | País   | Año       | Partidos dirigidos | Partidos ganados | Partidos empatados | Partidos perdidos | Efectividad |
| ----------- | ------ | --------- | ------------------ | ---------------- | ------------------ | ----------------- | ----------- |
| Real Madrid | España | 1959      | 9                  | 5                | 2                  | 3                 | 55.56%      |
| Plus Ultra  | España | 1960      | 31                 | 13               | 11                 | 7                 | 41.94%      |
| Real Madrid | España | 1960-1974 | 595                | 352              | 126                | 117               | 59.16%      |
| España      | España | 1960-1961 | 14                 | 9                | 2                  | 3                 | 64.29%      |
| Granada     | España | 1975-1976 | 38                 | 9                | 12                 | 17                | 23.68%      |
| Las Palmas  | España | 1977-1979 | 72                 | 27               | 21                 | 24                | 37.50%      |
| Sevilla     | España | 1979-1981 | 82                 | 32               | 18                 | 32                | 39.02%      |
| España      | España | 1982-1988 | 59                 | 30               | 15                 | 14                | 50.85%      |
| Total       | Total  | 1959-1988 | 900                | 477              | 207                | 216               | 53.00%      |

## Palmarés

### Como jugador

#### Títulos nacionales
| Título             | Club              | Año  |
| ------------------ | ----------------- | ---- |
| Campeonato de Liga | Real Madrid C. F. | 1954 |
| Campeonato de Liga | Real Madrid C. F. | 1955 |
| Campeonato de Liga | Real Madrid C. F. | 1957 |
| Campeonato de Liga | Real Madrid C. F. | 1958 |

#### Títulos internacionales
No se incluyen dos Pequeñas Copas del Mundo de Clubes (1952 y 1956) al no ser consideradas oficiales, pese a que los clubes las incluyan en su palmarés.[cita requerida]
| Título         | Club              | Año  |
| -------------- | ----------------- | ---- |
| Copa Latina    | Real Madrid C. F. | 1955 |
| Copa Latina    | Real Madrid C. F. | 1957 |
| Copa de Europa | Real Madrid C. F. | 1956 |
| Copa de Europa | Real Madrid C. F. | 1957 |
| Copa de Europa | Real Madrid C. F. | 1958 |

### Como entrenador

#### Títulos nacionales
| Título             | Entrenador        | Año  |
| ------------------ | ----------------- | ---- |
| Campeonato de Liga | Real Madrid C. F. | 1961 |
| Campeonato de Liga | Real Madrid C. F. | 1962 |
| Copa               | Real Madrid C. F. | 1962 |
| Campeonato de Liga | Real Madrid C. F. | 1963 |
| Campeonato de Liga | Real Madrid C. F. | 1964 |
| Campeonato de Liga | Real Madrid C. F. | 1965 |
| Campeonato de Liga | Real Madrid C. F. | 1967 |
| Campeonato de Liga | Real Madrid C. F. | 1968 |
| Campeonato de Liga | Real Madrid C. F. | 1969 |
| Copa               | Real Madrid C. F. | 1970 |
| Campeonato de Liga | Real Madrid C. F. | 1972 |

#### Títulos internacionales
| Título                | Entrenador        | Año  |
| --------------------- | ----------------- | ---- |
| Copa de Europa        | Real Madrid C. F. | 1960 |
| Copa de Europa        | Real Madrid C. F. | 1966 |
| Copa Intercontinental | Real Madrid C. F. | 1960 |

### Distinciones individuales

#### Clasificaciones de los mejores entrenadores de todos los tiempos
| Premio          | Posición | Top 1 | Año  | Referencias   |
| --------------- | -------- | ----- | ---- | ------------- |
| France Football | 14.º     | No    | 2019 | [ 11 ] [ 12 ] |